# Liste der Naturdenkmale in Brombachtal
Die Liste der Naturdenkmale in Brombachtal nennt die im Gebiet der Gemeinde Brombachtal im Odenwaldkreis in Hessen gelegenen Naturdenkmale.
| Bild            | Bezeichnung              | Ortsteil, Lage                                 | Beschreibung                                                                                          | Art           | Nr.     |
| --------------- | ------------------------ | ---------------------------------------------- | --- | ------------- | ------- |
| Fotos hochladen | Böllsteiner Granitfelsen | Böllstein 49° 44′ 22,9″ N, 8° 55′ 14,2″ O      | Felsgruppen (mit Gedenkstätte für die Gefallenen des Ortes). Zur Geologie siehe Böllsteiner Odenwald. | Granit-Gneise | 437.201 |
| Fotos hochladen | Böllsteiner Granitfelsen | Böllstein 49° 44′ 22,9″ N, 8° 55′ 14,2″ O      | Felsgruppen (hinter Erbacher Str. 19). Zur Geologie siehe Böllsteiner Odenwald.                       | Granit-Gneise | 437.202 |
| Fotos hochladen | Böllsteiner Granitfelsen | Böllstein 49° 44′ 22,9″ N, 8° 55′ 14,2″ O      | Felsgruppen (hinter Erbacher Str. 17). Zur Geologie siehe Böllsteiner Odenwald.                       | Granit-Gneise | 437.203 |
| Fotos hochladen | Kirchbergeiche           | 49° 44′ 25,4″ N, 8° 56′ 48,1″ O                | Höhe 25 m, Stammumfang 4,25 m                                                                         | Stieleiche    | 437.204 |
| Fotos hochladen | Eiche in Langenbrombach  | Langenbrombach 49° 43′ 17,4″ N, 8° 56′ 18,9″ O | Höhe 26 m, Stammumfang 3,05 m                                                                         | Stieleiche    | 437.205 |

## Belege
1. ↑  
Kreisausschuss des Odenwaldkreises (Hrsg.): Naturdenkmale im Odenwaldkreis. Text: Uwe Krause, Fotos: Hugo Friedel u. a. 124 S. November 1995.
2. ↑  
Naturdenkmale im Odenwaldkreis in Google Maps, abgerufen am 7. April 2020.

- Karte mit allen Koordinaten:
- OSM |
- WikiMap